# Hîjkî, Konotop
Hîjkî (în ucraineană Хижки) este localitatea de reședință a comunei Hîjkî din raionul Konotop, regiunea Sumî, Ucraina.

## Demografie
Componența lingvistică a localității Hîjkî
     Ucraineană (98,57%)
     Rusă (1,22%)
     Alte limbi (0,2%)
Conform recensământului din 2001, majoritatea populației localității Hîjkî era vorbitoare de ucraineană (98,57%), existând în minoritate și vorbitori de rusă (1,22%).